# Fondón
Fondón és una localitat de la província d'Almeria, Andalusia. L'any 2005 tenia 934 habitants. La seva extensió superficial és de 92 km² i té una densitat de 10,2 hab/km². Les seves coordenades geogràfiques són 36° 59′ N, 2° 51′ O. Està situada a una altitud de 846 metres i a 63 quilòmetres de la capital de la província, Almeria.

## Demografia
| 1996 | 1998 | 1999 | 2000 | 2001 | 2002 | 2003 | 2004 | 2005 | 2006 |
| ---- | ---- | ---- | ---- | ---- | ---- | ---- | ---- | ---- | ---- |
| 934  | 918  | 926  | 943  | 957  | 951  | 943  | 946  | 934  | 950  |

## Naixements il·lustres
- Josefina Samper Rojas, militant comunista